# Bonnetia anceps
Bonnetia anceps är en tvåhjärtbladig växtart som beskrevs av Carl Friedrich Philipp von Martius och Zucc.. Bonnetia anceps ingår i släktet Bonnetia och familjen Bonnetiaceae. Inga underarter finns listade i Catalogue of Life.

## Bildgalleri

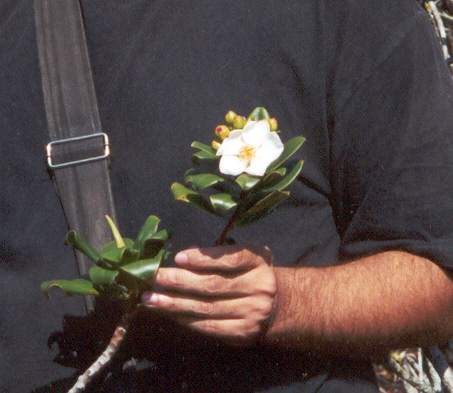
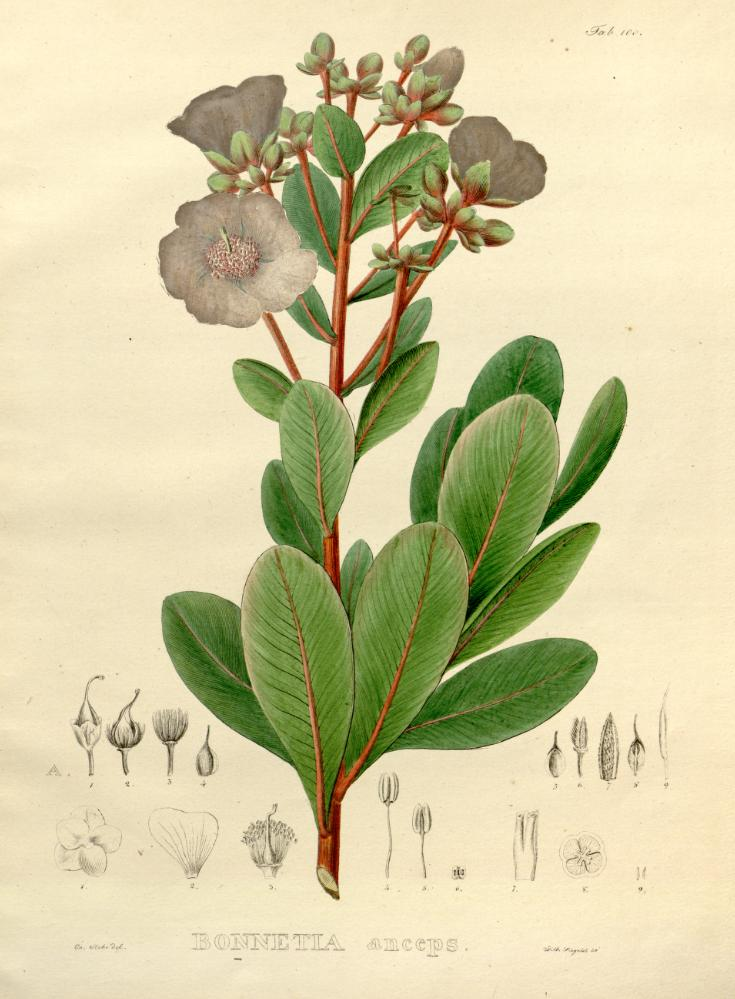
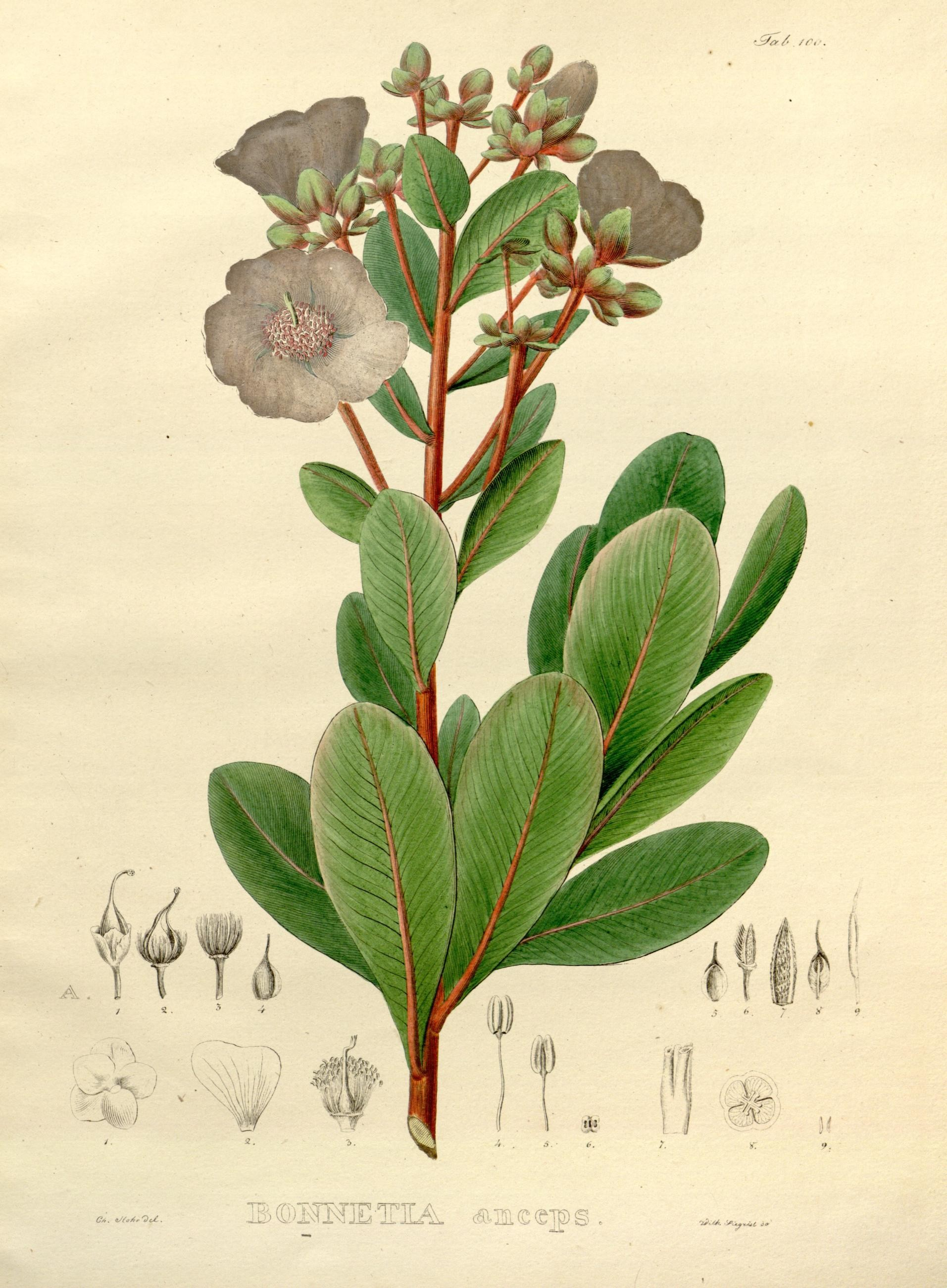